# 阿拉斯莱米讷
阿拉斯莱米讷（法語：Allas-les-Mines，法語發音：[alas le min]）是法国多尔多涅省的一个市镇，属于萨拉拉卡内达区。

## 地理
阿拉斯莱米讷（44°50'0"N, 1°4'20"E）面积7.04 平方千米，位于法国新阿基坦大区多爾多涅省，该省份为法国西南部内陆省份，是法國本土面积第三大的省，大致对应佩里戈尔地区，北起顺时针与夏朗德省、上维埃纳省、科雷兹省、洛特省、洛特-加龙省、吉倫特省和滨海夏朗德省接壤。
与阿拉斯莱米讷接壤的市镇（或旧市镇、城区）包括：韦里讷德多姆、贝尔比吉耶尔、卡斯泰尔诺-拉沙佩勒、克拉代什、圣樊尚德科斯、圣日耳曼-德贝尔韦斯。
阿拉斯莱米讷的时区为UTC+01:00、UTC+02:00（夏令时）。

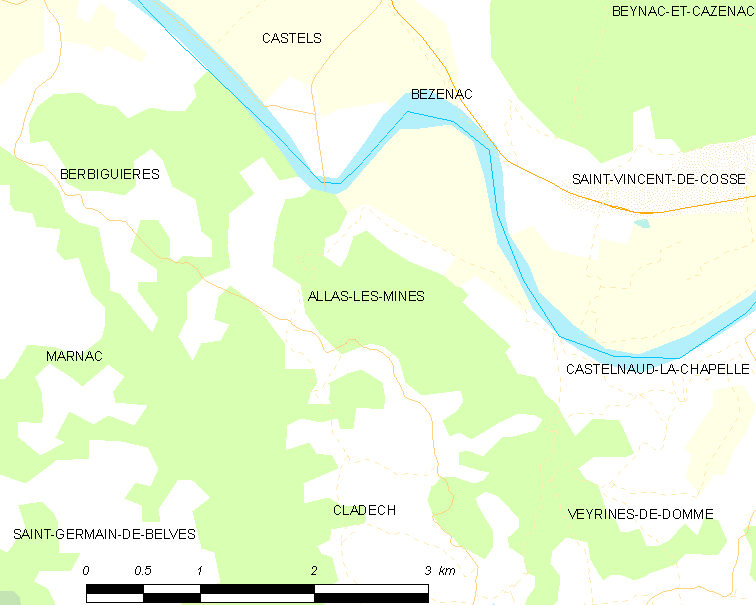
阿拉斯莱米讷的OSM定位图

## 行政
阿拉斯莱米讷的邮政编码为24220，INSEE市镇编码为24006。

## 政治
阿拉斯莱米讷所属的省级选区为多尔多涅河谷县。

## 人口

1962-2008年间阿拉斯莱米讷人口变化图示

阿拉斯莱米讷于2022年1月1日时的人口数量为195人。